# 福井刑務所

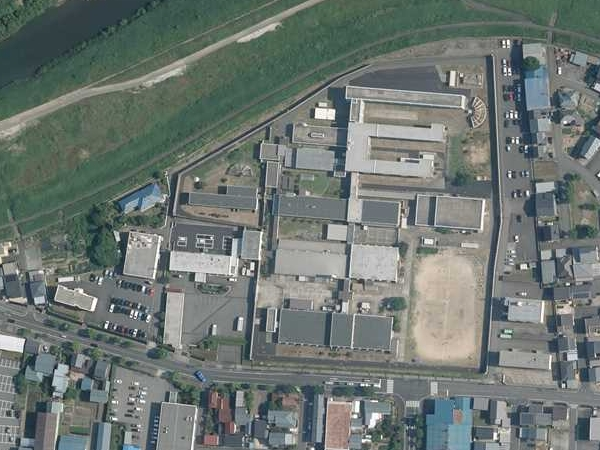
。2021年6月10日撮影。

福井刑務所（ふくいけいむしょ）は、法務省矯正局の名古屋矯正管区に属する刑務所。

## 所在地
- 〒918-8101　福井県福井市一本木町52

福井駅から京福バスすまいる南ルート（木田・板垣方面）に乗り換え、「春日3丁目第2」バス停留所下車、徒歩数分。

## 収容分類級
収容分類級
- A級：26歳以上の初犯者の短期（刑期8年未満）処遇を目的とした刑務所。

主に、東海3県、北陸3県の受刑者が占めている。
出所2ヶ月前ごろからの受刑者が社会復帰に向け生活訓練を受ける親和寮と呼ばれる開放舎房がある。

## 組織
所長の下に2部1課を持つ2部制である。
- 総務部（庶務課、会計課、用度課）
- 処遇部（処遇担当、企画担当）
- 医務課

## 外観・設備
- 足羽川の隣

## 職業訓練
職業訓練のうち、総合訓練を行う総合訓練施設（全国に8施設）の一つに指定されており、総合訓練として、溶接科、電気通信設備科、内装施工科、農業園芸科、ホームヘルパー科、配管科の6種目を実施している。職業訓練を行う施設として、福井刑務所は必要があれば足羽技能訓練所の名称を用いることができる。

## 特記事項
- 刑務作業では花台・色紙掛・まな板・フラワースタンド、経帷子等を製作している。
- 毎年8月足羽川の河川敷で行われる花火大会を成績のよい（2級、1級）受刑者のみ集会で観ることができる。
- 1948年（昭和23年）6月28日 - 福井地震発生当日の夜、囚人（出典ママ）60人が脱走した[1]。
- 1952年（昭和27年）2月3日、隣接県の金沢刑務所で在日朝鮮人による抗議活動が暴動に発展。福井刑務所からも応援が出動して解散させた[2]。